# 自由民主党幹事長
自由民主党幹事長（じゆうみんしゅとうかんじちょう）は、日本の政党である自由民主党の幹事長。自由民主党総裁を補佐し、党務を執行する役職である。総務会長・政務調査会長・選挙対策委員長とともに、党四役の一員として総裁を補佐する。

## 概説

### 絶大な権限
党則上総裁に次ぐ副総裁は常設の役職ではないため、副総裁が空席の場合は幹事長が党におけるナンバー2とされる。
副総裁は党の意思決定について強い影響力を持つものの、平常時においては明文上の具体的職掌を持たないため、副総裁が在職している場合であっても幹事長は事実上の党ナンバー2とする見方もある。党の最高責任者である総裁が内閣総理大臣を兼務している場合は、総裁の代行として党務全般を握る。ただし、自民党の参議院議員団に関する党務については同党参議院幹事長が担当する。
任期は1年だが、任期途中で辞職した場合はその残り任期が後任者の任期となる。また、総裁が新たに選任された場合は残任期間に関わらず任期は終了する。かつては再任の制限は無かったが、2021年9月に総裁に就任した岸田文雄の意向により、幹事長を含めた党役員について党則で「1期1年連続3期まで」とする規定が2022年3月に制定された。
幹事長は人事局・経理局・情報調査局・国際局などの党の組織を掌握している。また、党の総合調整機関である役員会に参加する。
55年体制以降現在まで自民党が与党で同党総裁が内閣総理大臣である場合がほとんどのため、幹事長が総裁に代わって党務全般を管理するのが通常で、党の人事・財政についても大きな権限を握っている。自民党が初めて下野した細川護熙内閣時代以降、党が銀行から融資を受ける際には幹事長が連帯保証人となっている。党則上、幹事長代行・幹事長代理・副幹事長や幹事長の下に置かれる各局の局長・次長、国会対策委員長の決定権を持つ。党の役職だけでなく国会の委員長ポストや閣僚を含む政務三役ポストの人事にも組閣本部のメンバーとして影響力を及ぼしている。また、高級官僚の人事にも一定の影響力を及ぼすが、2014年に第2次安倍晋三内閣の下、首相官邸直轄の内閣人事局が置かれたことで影響力は低下している。
党のスポークスマンの役割も担い、定例記者会見を行う。テレビ等で各党幹部を集めて討論を行う際、特に選挙や国会運営・政局の絡むテーマなどでは、党の政策責任者である政調会長に代わって出演することもある。
幹事長経験者がその絶大な権限を駆使して党務で実績を上げれば、経験や人脈・知名度等によって政治的地位をいっそう高められるため、総裁候補と目されることも多く、過去の総裁24名のうち半数の12名までが幹事長経験者であった。なお、谷垣禎一は幹事長経験なくして総裁に就任したが、その後総裁となった安倍晋三の下で幹事長に就任している（現在までで唯一の例）。
自民党政権において自民党幹事長は、首相臨時代理予定者1位に指定され実質的内閣ナンバー2である内閣官房長官よりも格上とされてきた。
田中角栄は自民党幹事長について「何回やってもいい面白い仕事だ」と述べたことがある（一方で総理総裁については「一回やれば結構だ。血圧と血糖値が上がる商売で、とても身が保たない」と答えている）。
なお、現職の自由民主党幹事長が自由民主党総裁選挙に立候補する場合、党内規に規定はないが、公平性の観点から幹事長権限を別の幹部に委嘱することがある。2008年9月に当時幹事長だった麻生太郎は総裁選への立候補表明に先立つ党の緊急役員会で、幹事長代理だった細田博之に職務を委嘱した。2024年9月には幹事長の茂木敏充が総裁選出馬を正式表明する意向を示し、副総裁の麻生太郎や総務会長の森山裕に権限を移行する案も出たが、支援事情や公平性などの観点から調整が難航し、最終的には不出馬を決めていた首相で党総裁の岸田のもとに幹事長権限を移行することとなった。
党内では総裁に次ぐ序列を副総裁と位置付けているが、総裁が死去または執務不能であり、副総裁が空位の場合は、幹事長が事実上の党内最高責任者として次期総裁が決定するまでの党務を執行する（政務は内閣総理大臣臨時代理が務める）。

### 国会運営・議案審議
幹事長は国会の衆参両院の議院運営委員会や党内の国会対策委員会などを通じて国会運営・議案審議の指揮を行う。他党との各種交渉の指揮も行うため、連立政権を組んでいる場合は他の連立与党との窓口も担当する。他党との政策協議・国会運営の指図等を通じ、間接的に政策の企画立案にも関与することとなる。

### 選挙活動の指揮
幹事長の最大の仕事は選挙活動を指揮し、勝利することである。選挙立候補者に対する公認権を持ち、さらに党財政も管理しているため、公認と資金両面から党内において絶大な発言力を握る。特に衆議院議員総選挙で小選挙区制が導入されたことで影響力がさらに強まったとされる。小選挙区制では政党から公認を受けない候補が立候補して当選すること（また公認候補を破って当選したとしてその後に自民党に入党すること）が、従来の中選挙区制に比べて格段に難しくなり、小選挙区制では1つの選挙区で党の候補者は1人に限られるため、幹事長の公認権が以前に比べて増した。党内基盤が脆弱な内閣総理大臣が衆議院解散を意図しても、選挙活動を差配する幹事長によって断念させられることもあった。
しかし、2007年（平成19年）に総裁に就任した福田康夫は総裁直属の選挙対策委員会を設置して選挙対策委員長を従来の党三役と合わせて党四役と位置付けて総裁指名によるものとし、幹事長の重要な職権である選挙指揮を委員会に移管した。2009年（平成21年）の衆院選で野党に転落した後に総裁となった谷垣が委員会を選挙対策局に変更格下げし、幹事長が再び選挙指揮を担うこととなったものの、2012年（平成24年）の衆院選で与党に復帰した後は総裁の安倍によって福田と同様に総裁直属の選対委員会が再設置され、委員長は党四役として総裁の指名によるものとされた。
このように幹事長自身は選挙を指揮する最高責任者でありながら、第54代幹事長の甘利明は在任中であるにもかかわらず第49回衆議院議員総選挙で自身が新人候補に破れ小選挙区で落選、比例復活であったため幹事長を引責辞任した（在職35日は通算最短在任記録である）。

### 総裁の職務代行
党則上、自由民主党総裁が党の最高責任者として党務を総理するが、総裁は基本的に内閣総理大臣に就任している（河野洋平、谷垣を除く）ことから、幹事長がその間の留守を預かる形で党務を統括することが一般的である。
また、総裁が政務・党務に当たれない場合にも、幹事長が事実上の党責任者として活動する。石橋湛山、池田勇人両総裁が執務不能の時期における三木武夫や、小渕恵三総裁が執務不能に陥った際の森喜朗がその例に当てはまる。

## 総幹分離

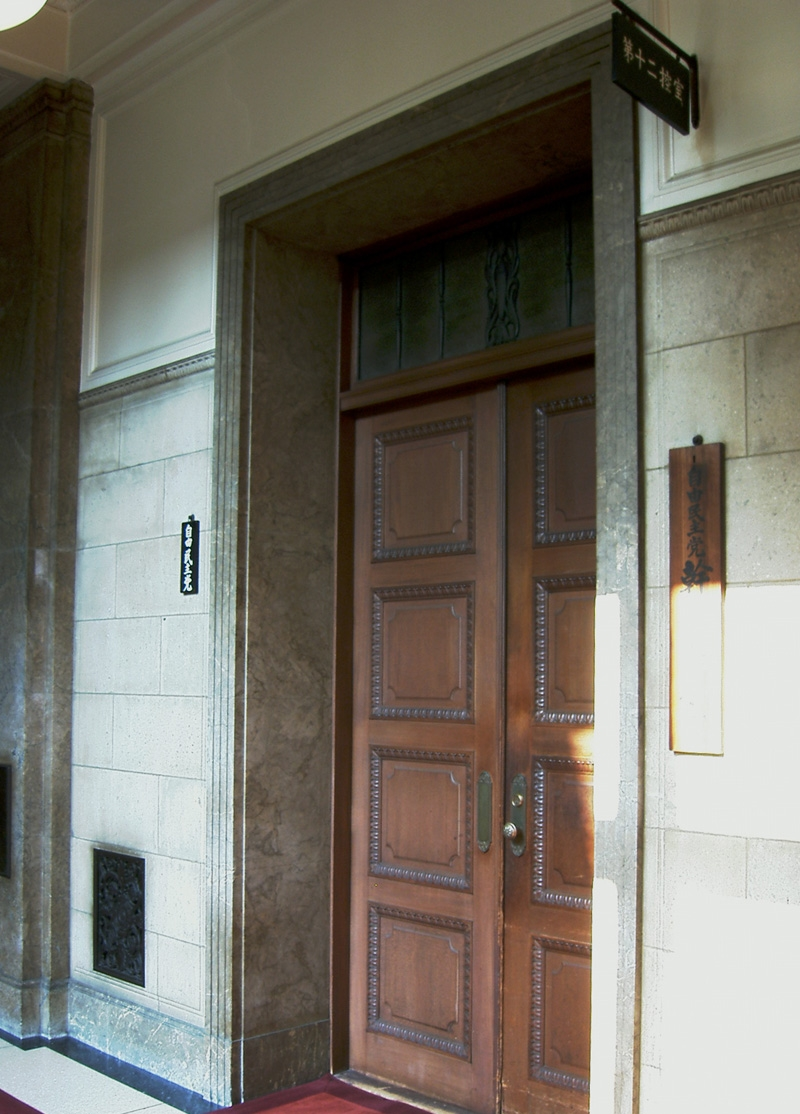
国会議事堂内の第12控室は、長らく自由民主党幹事長室とされてきた。民主党が政権を握った2009年9月から2012年12月までは民主党幹事長控室となっていた。

総幹分離とは、「幹事長は総裁の出身派閥から出さない」という慣例の通称である。1979年（昭和54年）以降、24年間にわたり踏襲され、その後も概ね維持されている。党役員任免権および党の公認権をもつ幹事長を、閣僚任免権をもつ総理・総裁とは別の派閥から選ぶことによって、特定派閥に権力が集中するのを抑制するという趣旨である。
自民党結党以来、幹事長には総裁派閥の出身者など総裁に近い人物が就任するのが通例であったが、1974年（昭和49年）、椎名悦三郎が椎名裁定によって総裁に三木武夫を選出する際、選出の条件として総幹分離が打ち出された。これにより、三木は任期中、他派閥から幹事長を指名した。また、次の総裁・福田赳夫は、当初「大福連合」に政権の基盤を置いていたこともあって総幹分離を踏襲し、大平正芳を幹事長に起用した。1978年（昭和53年）12月の総裁選で福田に勝利した大平は、「（裁定ではなく）公選で総裁に選出された場合には、総幹分離は適用されない」として、総裁着任当初、自派の実力者である鈴木善幸の幹事長起用を模索した。しかし、この人事案は他派の反発を買ったため、自派ながら反主流派との関係が悪くない斎藤邦吉を幹事長に起用した。このように、総幹分離は、この時点では必ずしも明確な慣行とはされていなかったと解される。その後、大平は衆議院総選挙で大敗した責任を追及され、妥協策として反主流派である中曽根派の櫻内義雄を幹事長とした。以後、四十日抗争直後からハプニング解散に至る激しい党内抗争の中で、櫻内が党内融和に奔走した実績が買われ、櫻内は続く鈴木政権でも続投することになる。かかる経緯により、総幹分離の慣例は定着した。また、幹事長を総裁派閥以外から起用した場合、代わりに幹事長代理を総裁派閥から選任することが慣例化した。
1981年（昭和56年）11月、総裁に就任した鈴木の下で、櫻内に替わって二階堂進（田中派）が幹事長に就任する。このとき以降、最大派閥を率いていた田中角栄は、自らの総裁返り咲きのために自派から総裁を出さず、代わりに幹事長ポストに自派議員を送りこみ続けた。田中派から竹下派に代替わりしてからも同様であり、自派から総裁を出していないときは、その代わりに幹事長ポストを得、総裁の党運営を牽制した。このことも総幹分離を定着させた一因である。
1994年（平成6年）に導入された衆議院の小選挙区制度は、派閥の影響力を殺ぎ、党本部への権力集中を促進した。さらに、派閥中心の党運営に否定的で官邸主導の政権運営を行った小泉純一郎の総裁就任によって、派閥の影響力はさらに低下した。小泉は総裁に就任すると、幹事長に山崎派の領袖山崎拓を起用した。これは、形式的には総幹分離に則っているが、山崎は小泉の盟友であり、最大派閥の橋本派（旧田中派）を排除して、主流派が総裁・幹事長を独占する形になった。小泉はさらに総裁再選に伴い、総裁派閥の安倍晋三を幹事長に起用し、24年間続いた総幹分離が形式の上からも途切れた。安倍の後任には再び山崎派の武部勤を起用した。もっとも、武部が自らを「偉大なるイエスマン」と称したことからも分かる通り、この人事は総幹分離によって党内融和を図ったというよりも、むしろ総裁の意向の通りやすい人物を選んだものであって、小泉はここでも派閥にとらわれない人物本位の人事を貫いた。続く第一次安倍晋三政権においても、総裁派閥の有力者であった中川秀直が起用された。こうして、従来のような熾烈な派閥抗争を抑制するという意味での総幹分離の原則は必ずしも絶対的なものではなくなっていった。もっとも、以後は現在に至るまで基本的に総幹分離を踏襲した人事が行われている。
総幹分離の原則については、総裁が身近な人物を幹事長に起用することが出来ないため、総裁として自民党をコントロールする手段を失わせている、総裁のリーダーシップを弱体化させている、といった指摘がなされている。

## 補佐職
幹事長を補佐する役職として幹事長代行・幹事長代理・副幹事長がある。副幹事長の定員は30名以内で、その中から幹事長代行と幹事長代理が幹事長により指名される。また党則に記載はないが、幹事長代行と幹事長代理を除く副幹事長のうち1名が「筆頭」と扱われて、「筆頭副幹事長」と呼称される。
幹事長代行は2011年10月に新設された。それまでは幹事長を補佐する役職の筆頭ポストは幹事長代理であった。2009年9月に自民党が野党に転落すると閣僚をはじめとする政府のポストを失ったため、代替的な処遇のためのポストとして幹事長代理は6名まで増員された。そして、これを整理して2011年10月に幹事長代行が新設された。
党則8条1項では、幹事長代行と幹事長代理の職務はともに「幹事長の旨を受けてその職務を代行する」とされており区別はないが、党則7条が幹事長代行の定員1名に対して幹事長代理の定員を定めておらず、現実に複数の幹事長代理が任命されてきたこと、幹事長代行にはほとんど三役・閣僚経験者が任命されてきたことや、党則8条2項が挙げる順番、また党役員一覧などから、従来幹事長に次ぐポストであった幹事長代理より上位のポストとして新設されたと見られている。
また、党三役にはそれぞれ補佐職として代行・代理職が設けられているが、幹事長代行に関しては執行部の一員に数えられており、事実上、他の補佐職とは別格の扱いとされている。
総幹分離に基づいて幹事長が総裁派閥以外から起用されている場合は、幹事長を補佐する役職の筆頭ポスト（2011年10月までの幹事長代理や2011年10月以降の幹事長代行）は総裁派閥出身で閣僚を経験する程の要職を経験した上で総理総裁の信任が厚い人物が起用されることが多く、その場合は最も重要な役目は総理総裁の意向と違うことをしていないか幹事長を監視する事とされている。
副幹事長は各派閥から選ばれる。元々は派閥内で準幹部の立場にいる4、5回当選の衆議院議員が大臣待ちで登用される例が多かった。森喜朗総理総裁が古賀誠幹事長に党執行部の若返りを求めたことで2、3回当選の衆議院議員が登用されるようになった。
幹事長を補佐するポストの仕事は幹事長の手足となり党務にあたることである。党執行部と各派閥との連絡や調整という役割も担っており、副大臣、大臣政務官、部会長、副部会長、常任委員長等の人事を練る際には派閥の意向を取り次ぐ。
国会閉会中、夏休み期間、年末年始で、永田町に与党議員や大臣などがみんな不在のときでも、党本部に、幹事長、代行、代理または筆頭副幹事長のいづれか1人は必ず残ることになっている。有事の際に備えてである。

## 歴代の幹事長と幹事長代行
※…形式上な派閥解消または派閥離脱は実質的な所属派閥を記載。

太字は後に総裁及び内閣総理大臣に就任した人物。谷垣禎一は幹事長就任前に総裁を経験している。

### 歴代の幹事長
| 代 | 氏名         | 氏名       | 就任月 退任月         | 出身                  | 総裁           |
| -- | ------------ | ---------- | --------------------- | --------------------- | -------------- |
| 1  | 岸信介       |            | 1955年11月 1956年12月 | 岸派                  | 鳩山一郎       |
| 2  | 三木武夫     |            | 1956年12月 1957年7月  | 三木・松村派          | 石橋湛山       |
| 3  | 三木武夫     | 岸信介     | 1956年12月 1957年7月  | 三木・松村派          |                |
| 4  | 川島正次郎   | 岸信介     |                       | 1957年7月 1959年1月   | 岸派           |
| 5  | 福田赳夫     | 岸信介     |                       | 1959年1月 1959年6月   | 岸派           |
| 6  | 川島正次郎   | 岸信介     |                       | 1959年6月 1960年7月   | 岸派           |
| 7  | 益谷秀次     |            | 1960年7月 1961年7月   | 池田派                | 池田勇人       |
| 8  | 前尾繁三郎   |            | 1961年7月 1964年7月   | 池田派                | 池田勇人       |
| 9  | 三木武夫     |            | 1964年7月 1965年6月   | 三木・松村派          | 池田勇人       |
| 10 | 三木武夫     | 佐藤栄作   | 1964年7月 1965年6月   | 三木・松村派          |                |
| 11 | 田中角栄     | 佐藤栄作   |                       | 1965年6月 1966年12月  | 佐藤派         |
| 12 | 福田赳夫     | 佐藤栄作   |                       | 1966年12月 1968年11月 | 福田派         |
| 13 | 田中角栄     | 佐藤栄作   |                       | 1968年11月 1971年6月  | 佐藤派         |
| 14 | 保利茂       | 佐藤栄作   |                       | 1971年6月 1972年7月   | 佐藤派         |
| 15 | 橋本登美三郎 |            | 1972年7月 1974年11月  | 田中派                | 田中角栄       |
| 16 | 二階堂進     |            | 1974年11月 1974年12月 | 田中派                | 田中角栄       |
| 17 | 中曽根康弘   |            | 1974年12月 1976年9月  | 中曽根派              | 三木武夫       |
| 18 | 内田常雄     |            | 1976年9月 1976年12月  | 大平派                | 三木武夫       |
| 19 | 大平正芳     |            | 1976年12月 1978年12月 | 大平派                | 福田赳夫       |
| 20 | 斎藤邦吉     |            | 1978年12月 1979年11月 | 大平派                | 大平正芳       |
| 21 | 櫻内義雄     |            | 1979年11月 1981年11月 | 中曽根派              | 大平正芳       |
| 22 | 櫻内義雄     | 鈴木善幸   | 1979年11月 1981年11月 | 中曽根派              |                |
| 23 | 二階堂進     | 鈴木善幸   |                       | 1981年11月 1983年12月 | 田中派         |
| 24 | 二階堂進     | 中曽根康弘 |                       | 1981年11月 1983年12月 | 田中派         |
| 25 | 田中六助     | 中曽根康弘 |                       | 1983年12月 1984年10月 | 鈴木派         |
| 26 | 金丸信       | 中曽根康弘 |                       | 1984年10月 1986年7月  | 田中派         |
| 27 | 竹下登       | 中曽根康弘 |                       | 1986年7月 1987年10月  | 田中派－竹下派 |
| 28 | 安倍晋太郎   |            | 1987年10月 1989年6月  | 安倍派                | 竹下登         |
| 29 | 橋本龍太郎   |            | 1989年6月 1989年8月   | 竹下派                | 宇野宗佑       |
| 30 | 小沢一郎     |            | 1989年8月 1991年4月   | 竹下派                | 海部俊樹       |
| 31 | 小渕恵三     |            | 1991年4月 1991年10月  | 竹下派                | 海部俊樹       |
| 32 | 綿貫民輔     |            | 1991年10月 1992年12月 | 竹下派                | 宮澤喜一       |
| 33 | 梶山静六     |            | 1992年12月 1993年7月  | 小渕派                | 宮澤喜一       |
| 34 | 森喜朗       |            | 1993年7月 1995年8月   | 三塚派                | 河野洋平       |
| 35 | 三塚博       |            | 1995年8月 1995年10月  | 三塚派                | 河野洋平       |
| 36 | 加藤紘一     |            | 1995年10月 1998年7月  | 宮澤派                | 橋本龍太郎     |
| 37 | 森喜朗       |            | 1998年7月 2000年4月   | 三塚派－森派          | 小渕恵三       |
| 38 | 野中広務     |            | 2000年4月 2000年12月  | 小渕派－橋本派        | 森喜朗         |
| 39 | 古賀誠       |            | 2000年12月 2001年4月  | 加藤派－堀内派        | 森喜朗         |
| 40 | 山崎拓       |            | 2001年4月 2003年9月   | 山崎派                | 小泉純一郎     |
| 41 | 安倍晋三     |            | 2003年9月 2004年9月   | 森派                  | 小泉純一郎     |
| 42 | 武部勤       |            | 2004年9月 2006年9月   | 山崎派                | 小泉純一郎     |
| 43 | 中川秀直     |            | 2006年9月 2007年8月   | 森派－町村派          | 安倍晋三       |
| 44 | 麻生太郎     |            | 2007年8月 2007年9月   | 麻生派                | 安倍晋三       |
| 45 | 伊吹文明     |            | 2007年9月 2008年8月   | 伊吹派                | 福田康夫       |
| 46 | 麻生太郎     |            | 2008年8月 2008年9月   | 麻生派                | 福田康夫       |
| 47 | 細田博之     |            | 2008年9月 2009年9月   | 町村派                | 麻生太郎       |
| 48 | 大島理森     |            | 2009年9月 2010年9月   | 高村派                | 谷垣禎一       |
| 49 | 石原伸晃     |            | 2010年9月 2012年9月   | 山崎派                | 谷垣禎一       |
| 50 | 石破茂       |            | 2012年9月 2014年9月   | 無派閥                | 安倍晋三       |
| 51 | 谷垣禎一     |            | 2014年9月 2016年8月   | 谷垣G                 | 安倍晋三       |
| 52 | 二階俊博     |            | 2016年8月 2021年10月  | 二階派                | 安倍晋三       |
| 53 | 二階俊博     | 菅義偉     | 2016年8月 2021年10月  | 二階派                |                |
| 54 | 甘利明       |            | 2021年10月 2021年11月 | 麻生派                | 岸田文雄       |
| 55 | 茂木敏充     |            | 2021年11月 2024年9月  | 竹下派－茂木派        | 岸田文雄       |
| 56 | 森山裕       |            | 2024年9月 現職        | 無派閥                | 石破茂         |

### 歴代の幹事長代行
| 代 | 氏名         | 氏名 | 就任月 退任月        | 所属派閥 | 総裁     |
| -- | ------------ | ---- | -------------------- | -------- | -------- |
| 1  | 田野瀬良太郎 |      | 2011年10月 2012年9月 | 山崎派   | 谷垣禎一 |
| 2  | 菅義偉       |      | 2012年9月 2012年12月 | 無派閥   | 安倍晋三 |
| 3  | 細田博之     |      | 2012年12月 2016年8月 | 細田派   | 安倍晋三 |
| 4  | 下村博文     |      | 2016年8月 2017年8月  | 細田派   | 安倍晋三 |
| 5  | 萩生田光一   |      | 2017年8月 2019年9月  | 細田派   | 安倍晋三 |
| 6  | 稲田朋美     |      | 2019年9月 2020年9月  | 細田派   | 安倍晋三 |
| 7  | 野田聖子     |      | 2020年9月 2021年10月 | 無派閥   | 菅義偉   |
| 8  | 梶山弘志     |      | 2021年10月 2024年9月 | 無派閥   | 岸田文雄 |
| 9  | 福田達夫     |      | 2024年9月            | 無派閥   | 石破茂   |

## 記録
- 最年少就任記録：47歳1か月 - 田中角栄
- 最年長就任記録：79歳5か月 - 森山𥙿
- 就任時最少当選衆議院議員回数記録：3回 - 岸信介、安倍晋三
- 就任時最多当選衆議院議員回数記録：12回 - 桜内義雄、二階堂進、甘利明
- 連続最長在任記録：1885日 - 二階俊博
- 通算最長在任記録：1885日 - 二階俊博
- 連続最短在任記録：29日 - 二階堂進
- 通算最短在任記録：35日 - 甘利明